# 611 a.C.

## Eventos

### Sudoeste da Ásia
- Os medos se retiram da guerra contra os assírios embora Nabopolasar continuasse na campanha contra Assurubalite II na área de Harrã.[1]